# 蝗蟲論
蝗蟲論指對蜂擁而至香港的中國內地人冠以「蝗蟲」的貶義性言論。相關例子如有香港人以「蝗蟲」貶抑自中國大陸進入香港的遊客、新移民及非法偷運水貨者的論調；也有上海人以「蝗蟲」比喻低质素外来人口，北京地鐵也用「蝗蟲」比喻不文明乘客。

## 起源

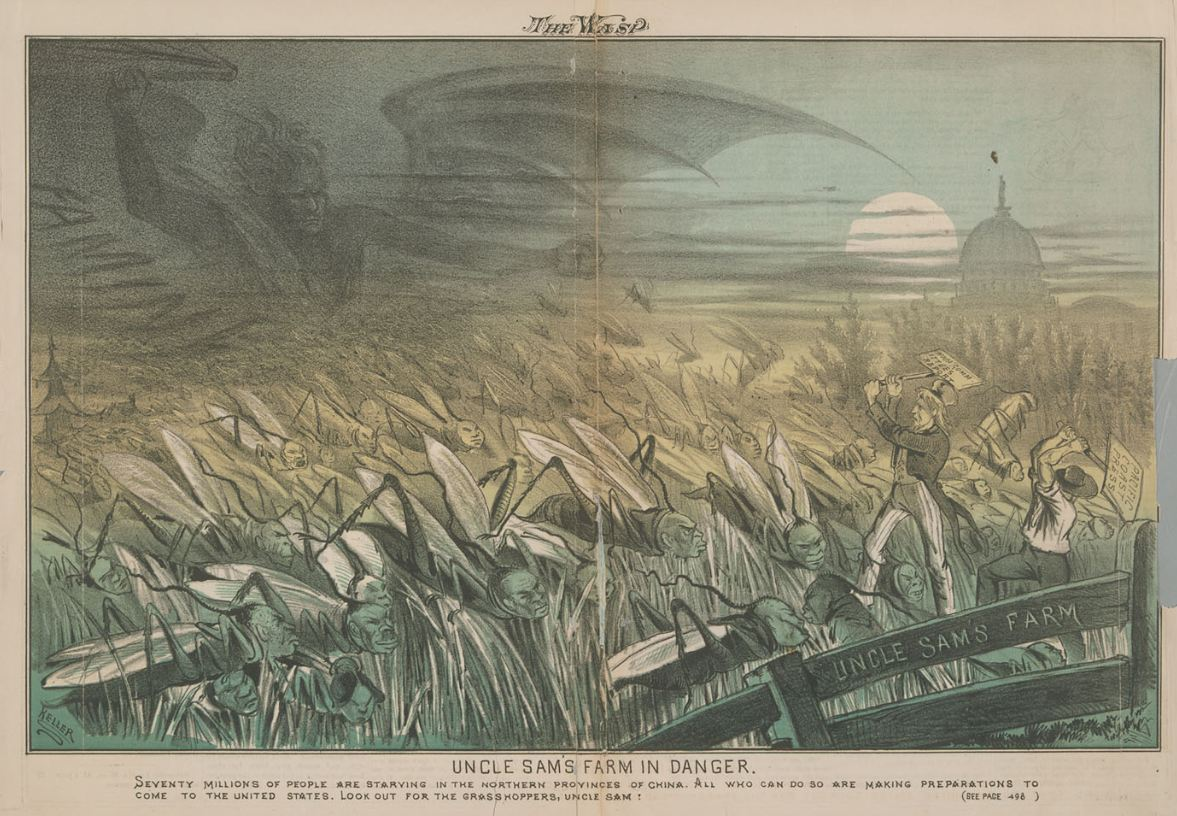
1878年的画作，其中华裔移民被描述为侵入山姆大叔农田躲避丁戊奇荒的蝗虫

據牛津英語詞典「locust」一條的記載，於16世紀開始，已有人以蝗蟲形容教會中人、放貸人、經紀等。
1901年，英國探險家立德在其著作《Mount Omi and beyond: A record of travel on the Tibetan border》一書中，引述天主教法國傳教士譚衛道的觀察：「中國人像蝗蟲一樣，凡經之地寸綠不留」。原文節錄如下：
|  | ...on this locust-like propensity of the Chinese to destroy every green thing wherever they penetrate, for when the trees are gone comes the turn of the scrub and bushes, then the grass, and at last the roots, until, finally, the rain washes down the accumulated soil of ages, and only barren rocks remain… |

1950年12月出版的《時代雜誌》，將當時中國共產黨領袖毛澤東與大量蝗蟲作為封面人物，表達當年中國人民志願軍猶如蝗蟲般湧入朝鮮半島介入韓戰。

## 香港
自2003年港澳個人遊（自由行）的實施，間接造成大量無香港居留權的中國「雙非孕婦」來香港產子。從2001年至2011年間，已獲居港權的「雙非嬰兒」超過37萬人。由於嬰兒在港出生就可以擁有香港永久性居民身份，可享有教育、醫療、房屋等福利，造成資源分配問題，引起香港社會的強烈不滿，市民多次上街示威抗議。
此外，自1995年中國大陸當局將單程證的發放限額由每日75個增加至每日150個，在2002-2019在間持單程證來港的大陸新移民大約為82萬，佔香港整體人口約11％。而他們來港後即可申請公屋，只要符合收入及資產限制和年滿18 CT歲。有不少持單程者來港的新移民來港後即申請輪候公屋，導致公屋平均輪候時間增加。部分基層香港人對此不滿，稱他們為「蝗蟲」。形容大陸新移民就如「蝗蟲」般掠奪資源。
以「蝗蟲」形容部分中國大陸人的行為於2009年至2010年左右開始起源於香港互聯網，以香港高登討論區為主。2012年初期，由於D&G禁止香港人攝影風波及孔慶東辱罵港人事件，令香港與中國內地兩地積壓已久的矛盾升溫，其後網民集體籌款登報反對雙非孕婦來港產子，廣告中使用了一隻草蜢騎在獅子山上，有寓意蝗蟲侵蝕香港的意思，使蝗蟲論越為香港大眾以及國際媒體所熟悉。
另外，部份中國大陸遊客到香港「搶買」日用品（如嬰兒奶粉），或走私水貨。對自由行客行為欠文明的批評不斷增加，有香港人認為內地人掠奪香港社會的資源、侵蝕香港核心價值，稱這些遊客行為有如「蝗蟲」。
2023年以来，随着中国大陆经济发展日益强劲而香港经济长期疲软，大量香港居民在节假日期间涌入深圳、广州、东莞、珠海等大陆城市旅游购物，并因为一系列不文明行为造成大陆居民情绪的强烈反弹。网络上开始出现“香港人自打脸”“回旋镖来的快”等评论，以讽刺10年前香港人歧视陆客而现在又北上购物旅游且行为不端的现象。
2024年新通过的《维护国家安全条例》中所订立的煽动叛乱罪，也将煽动香港与中国其他地区不同阶级居民之间的仇恨列为非法。

## 中國大陸
有观点认为香港人在1980年代因担心香港主權移交而移民海外的行为是更大的蝗虫，是“万蝗之蝗”。

### 北京
- 2013年11月，北京地铁官方微博发布图文，称「蝗虫」过后的10号线，一片狼藉，并称“北京有时候宽容过了头，对于恶意破坏北京首都的行为，我们只想说"这里不欢迎你！"[16]此言论一出，引发网络热议。随后，北京地铁运营公司回应称，该微博为微博部小编所发。

### 上海
- 自从上海户籍新法实施后，大量外来人口涌入上海，使得上海本地居民诸多权益受损，也造成上海诸多社会问题，如：交通拥挤、犯罪率上升、外来人口在公共场所不文明行为以及文化与价值取向冲突等等，使得部分上海市民对外来人口产生了不满。
- 2012年，由于“异地高考”问题持续发酵，15岁非上海籍女孩占某因不愿意就读职业技术学校。10月25日，占家在未经允许的情况下，擅自在大沽路100号上海市教委门前进行所谓“异地高考约辩”，而此违反中国法律的行为遭到了上海不少市民的抵制，双方发生冲突，其父亲占全喜后来向《瞭望东方周刊》说有多人高喊「蝗虫滚出上海！上海不需要外地蝗虫」。[1][2][3]

### 温州
- 温州民间资本所到之处大肆收购囤积房源，推高房价，被认为像蝗虫一样可怕。[17][18]

## 台灣
在台灣，網路遊戲《魔獸世界》於2008年11月正式改版資料片《巫妖王之怒》；而同時的中國地區伺服器玩家，正苦於遊戲改版內容遲遲不被廣電總局審批通過，故大舉「翻牆」轉戰台灣伺服器，造成各種伺服器人數爆滿、延遲等亂象，並於遊戲中有著各種不遵守玩家間禮儀甚至高談政治議題等行為，因而惹怒台灣玩家。故台灣玩家群以「蝗蟲過境」來形容此現象。而且比香港網民更早使用「蝗蟲」這形容詞。

## 新加坡
在新加坡，也有網民會用「蝗蟲」來形容來自中國的外來移民，主要是批評他們普遍自大無禮、不尊重當地文化、不遵守當地秩序、搶奪本地人福利和工作機會等。